# 도플러즈
도플러즈는 대한민국의 힙합 그룹이다. 2016년 싱글 《Oublier (우블리에)》로 데뷔했다.

## 학력
- 경희대학교 의학전문대학원

## 음반
- Oublier (우블리에) (2016)
- Hosoh (Homo Supra Omnia Humanas) (2016)